# 74181

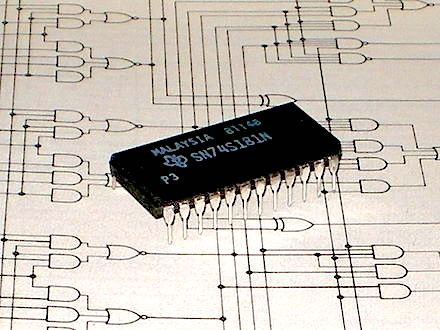
Foto del segmento de bits 74S181 TTL ALU que se encuentra en la página de su propia hoja de datos.

El 74181 es una unidad aritmético lógica bit slice implementada como un circuito integrado TTL de la serie 7400. Fue la primera ALU completa en un simple chip.
Fue utilizado como el núcleo aritmético/lógico en los CPU de muchos minicomputadores históricamente significativos y en otros dispositivos.
El 74181 representa un paso evolutivo entre los CPU de los años 1960, que fueron construidos usando puertas de lógica discretas, y los CPU o los microprocesadores en un simple chip de hoy. Aunque ya no es usado en productos comerciales, el 74181 es todavía una referencia en libros de textos sobre organización del computador y en papeles técnicos. También es usado a veces en cursos universitarios prácticos, para entrenar a los futuros arquitectos de computadores.

## Especificaciones
El 74181 es un circuito integrado TTL de la serie 7400 de mediana escala de integración (MSI), conteniendo el equivalente de 75 puertas lógicas y comúnmente empaquetado en un DIP de 24 pines. La ALU de 4 bits de ancho puede realizar todas las operaciones tradicionales de suma, resta, decrementar, con o sin acarreo, al igual que operaciones lógicas AND, NAND, OR, XOR y SHIFT. Están disponibles muchas variaciones de estas funciones básicas, para un total de 16 operaciones aritméticas y 16 operaciones lógicas en dos palabras de cuatro bits. Las funciones de multiplicación y división no son proporcionadas, pero pueden ser realizadas en pasos múltiples usando funciones de SHIFT y suma o resta. SHIFT no es una función explícita pero puede ser derivada de varias funciones disponibles, incluyendo (A+B) más A, A más AB.
El 74181 realiza estas operaciones en dos operandos de cuatro bits que generan un resultado de cuatro bits con un acarreo en 22 nanosegundos. El 74S181 realiza las mismas operaciones en 11 nanosegundos, mientras que el 74F181 realiza las operaciones en típicamente 7 nanosegundos.
Múltiples 'slices' pueden ser combinados para tamaños arbitrariamente grandes de palabras. Por ejemplo, seis 74S181s y cinco generadores de acarreo look ahead 74S182 pueden ser combinados para realizar las mismas operaciones en operandos 64 bits en 28 nanosegundos. Aunque fue eclipsado por el desempeño de los microprocesadores de 64 bits de multi gigahertz de hoy, esto fue absolutamente impresionante cuando comparaba a las velocidades de reloj de submegahertz de los tempranos microprocesadores de cuatro y ocho bits.

## Importancia
Aunque el 74181 es solamente un ALU y no un microprocesador completo, simplificó grandemente el desarrollo y la fabricación de computadores y de otros dispositivos que requirieron cómputo de alta velocidad durante finales de los años 1960 hasta principio de los años 1980, y todavía es referido como un diseño "clásico" de ALU.
Antes de la introducción del 74181, los CPU del computador ocuparon múltiples tarjetas de circuitos e incluso los computadores muy simples podían llenar múltiples gabinetes. El 74181 permitió que un CPU entero y en algunos casos, un computador entero pudiera ser construido en una sola tarjeta de circuitos impresos grande. El 74181 ocupa una etapa históricamente significativa entre los CPU más viejos basados en funciones de lógica discreta extendiéndose sobre múltiples tarjetas de circuitos y los microprocesadores modernos que incorporan todas las funciones del CPU en un solo componente. El 74181 fue usado en varios minicomputadores y otros dispositivos comenzando a finales de los años sesenta, pero a medida que los microprocesadores llegaron a ser más poderosos la práctica de hacer un CPU de componentes discretos cayó en favor, y el 74181 no fue usado en ningún nuevo diseño.

## Uso en computadores de la época
Muchos CPU y subsistemas de computadores fueron basados en el 74181, incluyendo varios modelos históricamente significativos.
- NOVA - Primer minicomputador de 16 bits ampliamente disponible manufacturado por Data General. Éste fue el primer diseño (en 1968) en utilizar el 74181[3]
- PDP-11 - El minicomputador más popular de todos los tiempos,[4] manufacturado por Digital Equipment Corporation.
- Xerox Alto - El primer computador en usar la metáfora de escritorio y la interfaz gráfica de usuario (GUI).[5][6]
- VAX-11/780 - El primer VAX, el más popular computador de 32 bits de los años 1980 manufacturado por Digital Equipment Corp.[4] manufactured by Digital Equipment Corp.[7]
- Three Rivers PERQ, una estación de trabajo comercial basado en el Xerox Alto y lanzado por primera vez en 1979.[8]
- Computer Automation, un computador que encontró uso en el equipo de prueba de IC LSI y el control de proceso.
- KMC11 - Procesador periférico para el PDP-11 de Digital Equipment Corporation.[9]
- FPP-12 - Unidad de coma flotante para el PDP12 de Digital Equipment Corp.[10]
- CPU Wang 2200 (un 74181 por CPU)[11] y controlador de disco (dos 74181 por controlador)[12]

## Otros usos
- La plataforma de juegos de arcade Vectorbeam, usada por Cinematronics, para los varios juegos de arcada incluyendo Space Wars, Starhawk, Warrior, Star Castle y otros.[cita requerida]

## Hoy en día
Los diseños de CPU basados en el 74181, hoy no son comercialmente viables debido al comparativamente bajo precio y al alto rendimiento de los microprocesadores. Sin embargo, el 74181 todavía es de interés en la enseñanza de la organización del computador y del diseño de CPU porque proporciona oportunidades para el diseño práctico y la experimentación que están raramente disponibles para los estudiantes.
- Digital Electronics with VHDL (Quartus II Version) revisión en el Journal of Modern Engineering, Volume 7, Number 2, Spring 2007.
- A Minimal TTL Processor for Architecture Exploration un papel describiendo cómo el 74181 puede ser usado para enseñar arquitectura de CPU.
- A Hardware Lab for the Computer Organization Course at Small Colleges - Otro ejemplo como el 74181 es usado hoy en día en un ambiente de enseñanza.
- Demostración del 74181 + 74182 basada en Java.